# Georg Lindberg (advokat)
Karl Georg Lindberg, född 23 april 1897 i Eksjö, död 25 februari 1986 i Göteborg, var en svensk advokat.
Efter studentexamen i Växjö 1917 blev Lindberg juris kandidat vid Stockholms högskola 1923. Han blev e.o. notarie i Göta hovrätt 1923 och genomförde tingstjänstgöring i Norra och Södra Vedbo härads domsaga 1924–25. Han var verksam som advokat i Göteborg från 1925 och blev ledamot av Sveriges advokatsamfund 1928. Han är gravsatt i minneslunden på Västra kyrkogården i Göteborg.